# Фордайс, Джон Аддисон
Джо́н А́ддисон Фо́рдайс (англ. John Addison Fordyce; родился 16 февраля 1858 года, округ Гернси, штат Огайо, США — умер 4 июня 1925 года, Нью-Йорк, США) — американский дерматолог и сифилидолог, чьё имя связано с такими медицинскими понятиями, как гранулы Фордайса, ангиокератома Фордайса, трихоэпителиома Брука — Фордайса и болезнь Фокса — Фордайса.

## Семья
Его отец Джон Фордайс, шотландец по происхождению, родился в Пенсильвании, но большую часть жизни провёл в Огайо, где имел обширный бизнес. Мать Мери А. Хаусман Фордайс немка по происхождению, также родилась в Пенсильвании.
Доктор Фордайс проживал в Нью-Йорке со своей женой Эллис Дин Фордайс (урождённой Смит), на которой женился в 1886 году. В семье было двое детей, сын Аддисон (тоже ставший врачом и доктором медицины), и их дочь — Эмма (в первом замужестве (1910) взяла фамилию Макрей, во втором (1922) — Свифт) (1887—1974), известная художница.

## Биография
После получения общего школьного образования Джон Аддисон Фордайс учился в Адрианском колледже (Адриан, штат Мичиган), где получил степень бакалавра искусств в 1878, а впоследствии магистра искусств в 1889, и затем почётного доктора философии в 1901 году. По окончании в 1881 году Медицинского Колледжа Северо-Западного университета (Чикаго), до 1883 года проработал молодым специалистом в Госпитале округа Кук (Чикаго, штат Иилинойс). С 1883 до 1886 проживал в Хот-Спрингс штата Арканзас, где в течение трёх лет практиковался в терапии, при этом проявляя особый интерес к хирургии. Следующие три года (1886—1888 включительно) Джон Фордайс провёл в Вене, Берлине и Париже, где под руководством Морица Капоши в Вене, Роберта Коха, Оскара Лассара, Густава Беренда в Берлине, Эрнеста Генри Бенье, Жана Баптиста Эмиля Видала и Жана Альфреда Фурнье в Париже и других изучал патологию, бактериологию и дерматологию, которая стала главным делом всей его жизни. В 1888 году в Берлинском университете получает степень доктора медицины.
Вернувшись в Соединенные Штаты и поселившись в Нью-Йорке, доктор Фордайс начал практику в области дерматологии и заболеваний мочеполовой системы.
Образованность, тяга к знаниям, здравый смысл, дальновидность, настойчивость, трудолюбие и личные черты характера позволили Доктору Фордайсу очень быстро достигнуть на родине вершин в избранной области, и случилось это незадолго до международного признания. В качестве доцента преподавал и читал лекции по дерматологии в нью-йоркской поликлинике с 1889 до 1893. В 1889 он стал совместно с Принсом Альбертом Морроу редактором Журнала кожных и мочеполовых болезней (англ. Journal of Cutaneous and Genito-Urinary Diseases). Этот союз двух известных дерматологов распался в 1892, после чего Фордайс в течение нескольких лет оставался единственным редактором журнала, до того как младшим редактором стал Джеймс Джонстон (James C. Johnston). Ушёл в отставку с должности редактора в 1897, но продолжил трудиться в редакционной коллегии Журнала кожных болезней и сифилиса (англ. Journal of Cutaneous Diseases and Syphilis) ещё очень много лет.
В 1893 Доктор Фордайс назначается профессором дерматологии в Медицинском колледже Госпиталя Белвью. Возглавил кафедру дерматологии и сифилидологии Нью-Йоркского университета и Медицинского колледжа Госпиталя Белвью в 1898, с 1912 ушёл в отставку, чтобы принять кафедру дерматологии и сифилидологии в Колледже терапии и хирургии Колумбийского университета (англ. Columbia University College of Physicians and Surgeons), которую возглавлял до своей смерти.
Доктор Фордайс был приходящим дерматологом Нью-Йоркского городского госпиталя с 1893 до 1925. Трудился дерматологом-консультантом Пресвитерианского госпиталя (англ. NewYork-Presbyterian Hospital), Госпиталя на Пятой авеню (англ. The Fifth Avenue Hospital), Женского госпиталя (англ. Woman’s Hospital), Нью-Йоркского лазарета для неимущих женщин и детей (англ. New York Infirmary for Indigent Women and Children) и Неврологического Института (англ. Neurological Institute of New York). Был секретарём американской Ассоциации мочеполовых хирургов с 1889 до 1892; президент американской Дерматологической ассоциации в 1899; председатель Дерматологического отделения Американской медицинской ассоциации в 1903; генеральный секретарь шестого Международного конгресса дерматологии в 1907; президент Нью-Йоркского общества дерматологии; председатель Дерматологического отделения Нью-Йоркской академии медицины и т. д. До самой смерти был активным членом всех важных дерматологических обществ США. Почётный член итальянских, немецких и английских дерматологических обществ и член-корреспондент французских и датских дерматологических обществ. Был ассоциированным членом Ассоциации исследований рака и т. д.
Умер в возрасте 67 лет через две недели после аппендэктомии.
Он был великим учителем, и этому свидетельствует большое число выдающихся дерматологов, обученных им. Его организаторские способности дали толчок развитию крупнейших и ведущих клиник США. Несмотря на преклонный возраст, доктор Фордайс был все так же профессионально активен и столь же полностью современен в последние годы своей жизни, как и в любые предыдущие годы. Он был культурным человеком, гостеприимным хозяином, настоящим работягой, добрым, человечным, терпимым и справедливым. Его добропорядочная жизнь, его достижения и его индивидуальность послужили источником вдохновения для младшего поколения. Он был любим и уважаем коллегами, друзьями, современниками и подчинёнными. Было честью иметь возможность сотрудничать с ним. Американская дерматология понесла ужасную потерю со смертью Джона Аддисона Фордайса.Джордж Миллер Макки, «СМЕРТИ ЧЛЕНОВ АКАДЕМИИ»